# Aaadonta angaurana
Aaadonta angaurana, vrsta gastropoda, puža iz porodice Endodontidae. Danas je kritično ugrožena, uz mogućnost da je već potpuno istrebljena, za što su potrebna ispitivanja. Njezin jedini poznati lokalitet nalazi se na otoku Angaur (Ngeaur) u Palauu, na manje od 8km².
Opisao ga je Solem, 1976.